# Ненад Цигановић
Ненад Цигановић (Бјеловар, 18. мај 1935 — Зајечар, 18. мај 2003) био је српски телевизијски и филмски глумац.

## Филмографија
| Год.       | Назив                             | Улога                                          |
| ---------- | --------------------------------- | ---------------------------------------------- |
| 1970.-те   |                                   |                                                |
| 1972.      | Мајстори (ТВ серија)              | Службеник                                      |
| 1978.      | Повратак отписаних (ТВ серија)    | Курир                                          |
| 1979.      | Освајање слободе                  |                                                |
| 1980.-те   |                                   |                                                |
| 1980.      | Врућ ветар                        | муштерија у берберници која је пошла на свадбу |
| 1981.      | Краљевски воз                     | Ложач Илија                                    |
| 1982.      | Саблазан                          | Стрељани Јеврејин                              |
| 1983.      | Тимочка буна                      |                                                |
| 1983.      | Марија, где си...?                |                                                |
| 1984.      | Јагуаров скок                     | Леонид Гурјевич                                |
| 1984.      | Др                                | Др. Рајсер                                     |
| 1985.      | Судбина уметника - Ђура Јакшић    | Ђорђе Поповић Даничар                          |
| 1986.      | Тајна Лазе Лазаревића             | Кузман Лазаревић                               |
| 1987.      | Бољи живот                        | Тихомир Павловић                               |
| 1987.      | Хајде да се волимо                | Пословни тип                                   |
| 1987.      | На путу за Катангу                |                                                |
| 1988.      | Тесна кожа 3                      | Чувар                                          |
| 1989.      | Балкан експрес 2                  | Бармен                                         |
| 1989.      | Недељом од девет до пет           | Посластичар                                    |
| 1990.-те   |                                   |                                                |
| 1991.      | У име закона                      | Папи                                           |
| 1992.      | Тесна кожа: Новогодишњи специјал  | Запослени у предузећу                          |
| 1993—1995. | Срећни људи                       | Душан Алимпијевић                              |
| 1995.      | Свадбени марш                     | Професор факултета                             |
| 1996.      | Срећни људи: Новогодишњи специјал | Плесач                                         |
| 1996.      | Тајна породичног блага            | Пијаниста Ковачевић                            |
| 2000.-те   |                                   |                                                |
| 2000.      | А сад адио                        | Пијаниста Ковачевић                            |
| 1998—2002. | Породично благо                   | Пијаниста Ковачевић                            |